# جيم رود
جيم رود هو عضو مجموعة ضغط ومحامي وسياسي أمريكي، ولد في 1943. نشط حزبياً في الحزب الديمقراطي. وقد انتخب عضو مجلس نواب تكساس ‏.